# لعنة سوبرمان

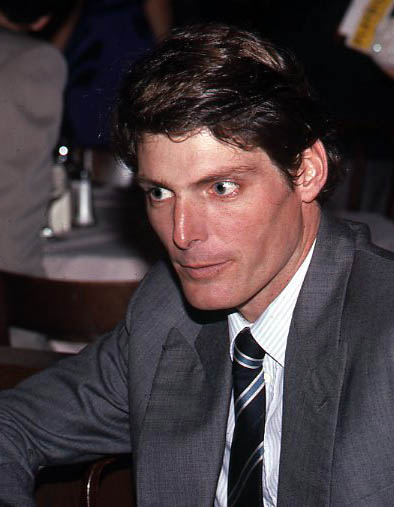
كريستوفر ريف، أكثر مترجم سينمائي مشهور لسوبرمان

تشير لعنة سوبرمان إلى سلسلة من المصائب المترابطة فرضياً، التي ابتلي بها المبدعين المشاركين في اقتباس شخصية سوبرمان من دي سي كوميكس في وسائل الإعلام المختلفة، وخاصة الممثلين الذين لعبوا دور سوبرمان في الأفلام والتلفزيون.تنص اللعنة باختصار على «أنك إذا قمت بلعب دور أقوى رجل على وجه الأرض، فإما أنك ستصاب بوفاة مبكرة، أو ينتهي بك المطاف لتصبح في أضعف وضع ممكن».غالبًا ما ترتبط "اللعنة" بجورج ريفز، الذي لعب دور البطولة في مغامرات سوبرمان على شاشة التلفزيون من عام 1952 إلى عام 1958، وتوفي منتحراً على ما يبدو بطلق ناري أطلقه على نفسه في سن 45 عامًا في ظروف غامضة؛ وكريستوفر ريف الذي جسد شخصية البطل الخارق في أربعة أفلام مسرحية من عام 1978 إلى عام 1987، والذي أصيب بالشلل في حادث ركوب الخيل عام 1995، وتوفي بعد تسع سنوات في سن 52 بسبب قصور في القلب. 
ومن بين من قيل إنهم تأثروا باللعنة مارجوت كيدر (انهيار عصبي)، وريتشارد براير (تصلب متعدد)، وكيرك ألين، الذي لعب دور سوبرمان في مسلسل عام 1948، ولم يتمكن بعدها من الحصول على عمل سينمائي مرة أخرى.
غالبًا ما يتم استدعاء اللعنة كلما تعرض الممثلون وغيرهم من الموظفين الذين يعملون في تعديلات سوبرمان لسوء الحظ، لدرجة أن بعض وكلاء المواهب يستشهدون باللعنة كسبب لصعوبة اختيار الممثلين لدور سوبرمان في الأفلام الروائية الحية.
التفسير الأكثر واقعية لـ "اللعنة" المزعومة هو أنه نظرًا للعدد الكبير من الأشخاص المشاركين في العديد من التعديلات والمعالجات لقصة سوبرمان على مر السنين، فإن عددًا من المصائب الكبيرة ستحدث حتمًا، كما يحدث في أي عينة كبيرة من الأفراد العشوائيين.